# Traian Costea
Traian Costea (n. 1946, Vălenii de Arieș – d. 2004, Târgu Mureș) a fost un actor și regizor român de teatru, care a jucat și în filme. A activat la Teatrul Național din Târgu Mureș.

## Filmografie
- Rug și flacără (1980)
- Artista, dolarii și ardelenii (1980) - Barney
- Capcana mercenarilor (1981) - locotenentul Dumitru Ionescu
- Cucerirea Angliei (1982) - contele Tostig de Wessex
- Noi, cei din linia întâi (1986)
- François Villon – Poetul vagabond (1987) - magistratul Robert d'Estouteville
- Mircea (1989) - Dan Uzurpatorul, fratele lui Mircea cel Bătrân
- Începutul adevărului (Oglinda) (1994)